# I Społeczne Liceum Ogólnokształcące im. Maharadży Jam Saheba Digvijay Sinhji w Warszawie

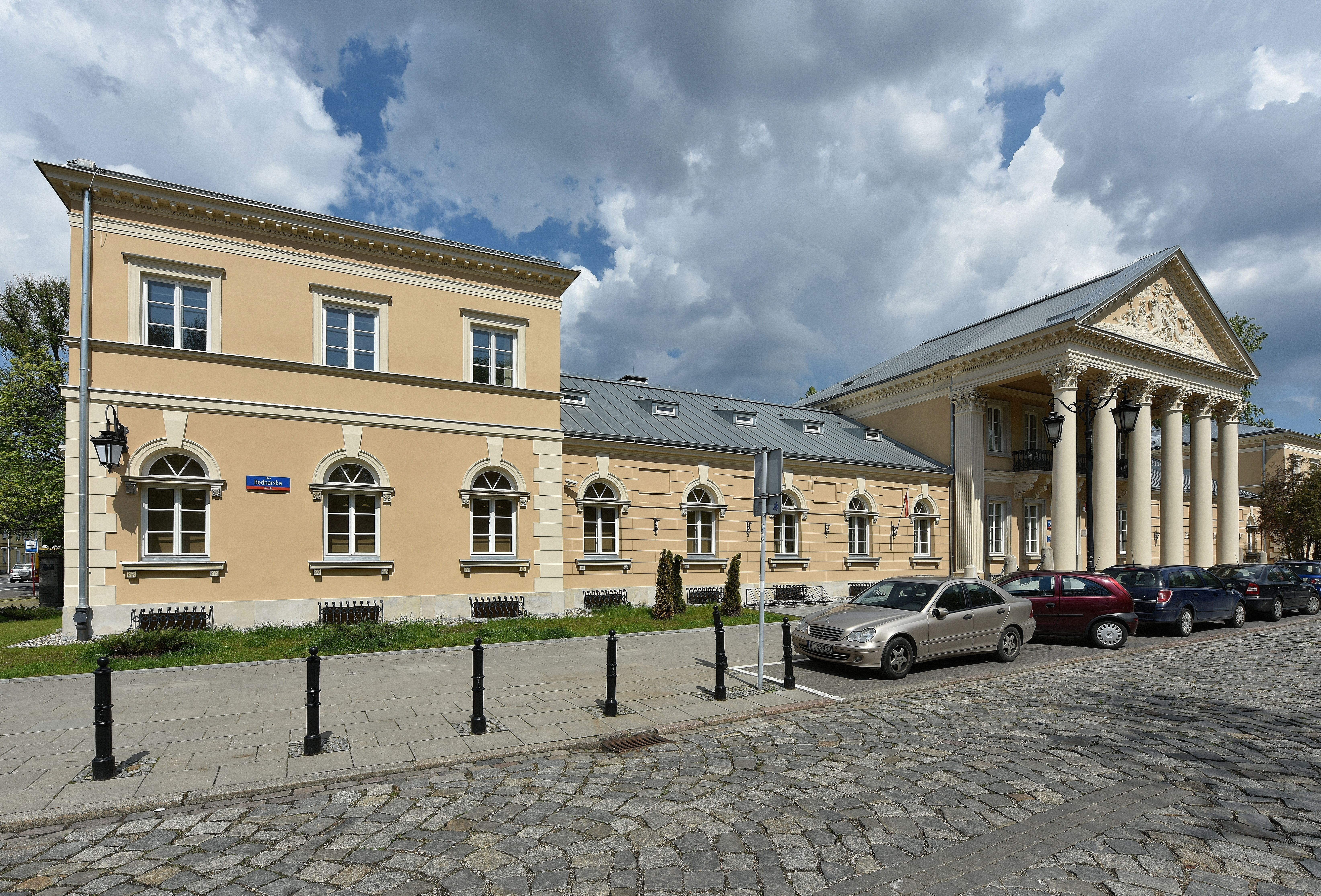
Budynek łazienek Teodozji Majewskiej przy ul. Bednarskiej 2/4, siedziba szkoły w latach 1989–2012. Do nazwy ulicy nawiązuje nazwa „Bednarska”

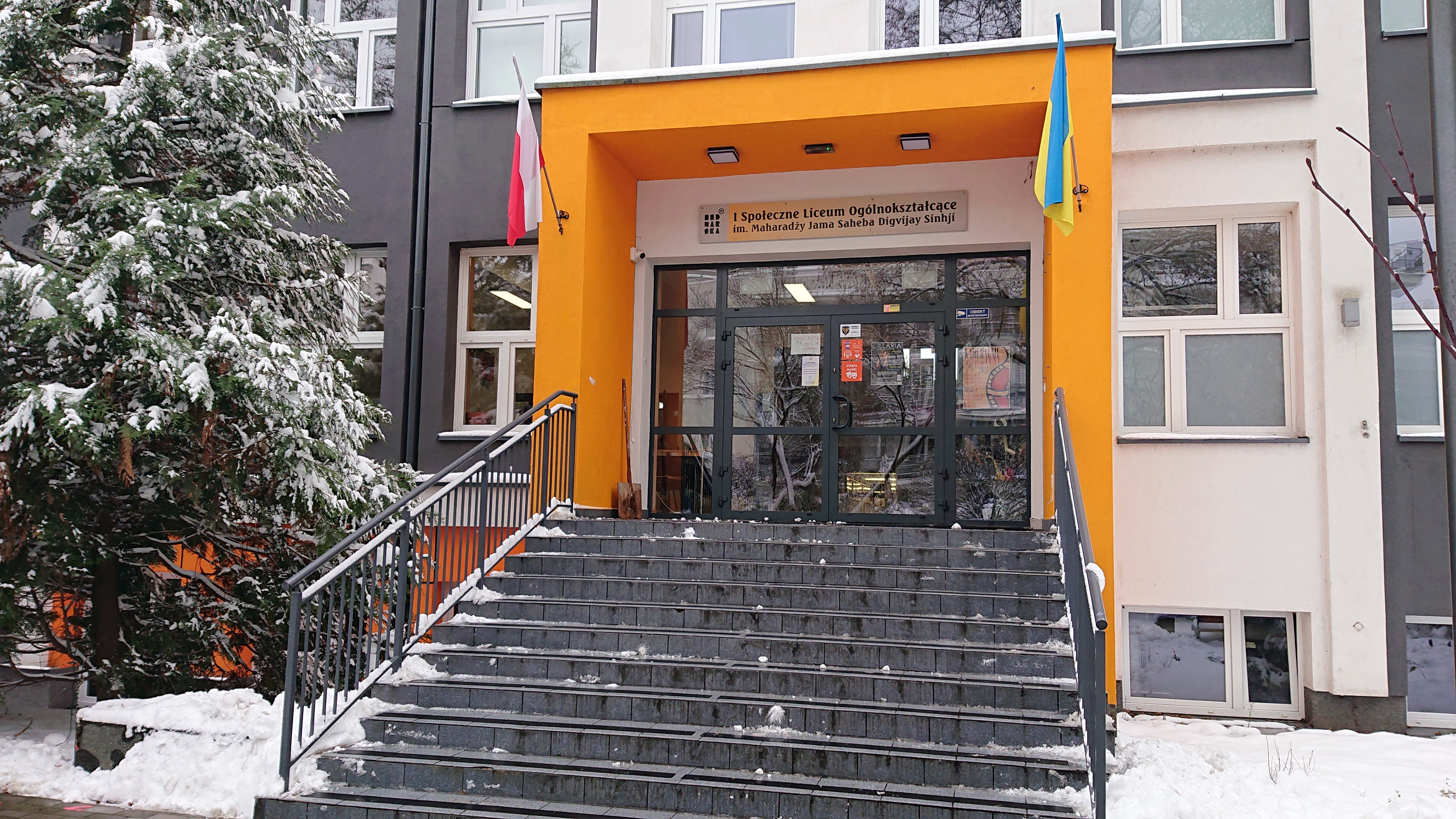
Wejście do szkoły od strony ul. Zawiszy

I Społeczne Liceum Ogólnokształcące im. Maharadży Jam Saheba Digvijay Sinhji w Warszawie, zwyczajowo nazywane „Bednarską” (od ulicy Bednarskiej, przy której do 2012 mieściła się siedziba szkoły) – liceum ogólnokształcące w Warszawie.

## Historia
W 1987 (według Łukasza Ługowskiego wcześniej) w Zespole Oświaty Niezależnej dyskutowano na temat kształtu demokratycznej niezależnej szkoły. Zespół negocjacyjny ds. edukacji działający z ramienia „Solidarności” uzyskał od władz obietnicę możliwości tworzenia autorskich klas.
Szkoła powstała z inicjatywy Krystyny Starczewskiej. „Bednarska” była pierwszą szkołą społeczną, która powstała w Polsce po II wojnie światowej jako zdobycz ustaleń stolika oświatowego Okrągłego Stołu. Utworzono ją w kilka miesięcy po zamknięciu obrad, w 1989. W 1988 Maria Krzysztof Byrski, dziekan Instytutu Orientalistyki Uniwersytetu Warszawskiego, wsparł grupę chcącą stworzyć niezależną szkołę i udostępnił salę na miejsce spotkań dla rodziców, uczniów i uczennic oraz kadry nauczycielskiej. Planowano program dydaktyczny i wychowawczy nowej demokratycznej szkoły. Szkołę współzałożyli: Irena Dzierzgowska, Antoni Hoffman, Nina Hoffman, Marzena Okońska i Włodzimierz Paszyński oraz Jan Wróbel.
Szkołę we wrześniu 1989 otwierał m.in. prof. Bronisław Geremek. Naukę rozpoczęły 4 klasy. Zajęcia odbywały się w świetlicach domów akademickich Szkoły Głównej Gospodarstwa Wiejskiego na Ursynowie (akademiki o nazwach Adara, Cezar, Dendryt, Feniks – w nim uczyła się klasa Hilton). Kiedy rozwiązano PZPR, siedzibą szkoły stał się budynek łazienek Teodozji Majewskiej przy ul. Bednarskiej 2/4 przejęty przez Uniwersytet Warszawski po szkole partyjnej. Przeprowadzkę zrealizowano w lutym 1990. Do 2013 szkoła wynajmowała sale gimnastyczne i baseny w Warszawie, by prowadzić zajęcia wychowania fizycznego.
Od 2012 szkoła mieści się przy ul. Zawiszy 13 na warszawskiej Woli.
Organem prowadzącym szkołę jest Towarzystwo Przyjaciół I Społecznego Liceum Ogólnokształcącego. Zostało zarejestrowane 6 kwietnia 1989. Szkoła ma uprawnienia szkoły publicznej.
Pierwszą dyrektorką szkoły (do roku szkolnego 2002/2003) była Krystyna Starczewska. Od 2004 funkcję przejął Jan Wróbel, następnie Wanda Łuczak.
W logo szkoły umieszczono pierwsze litery nazw akademików, w których rozpoczynała działanie. W placówce funkcjonowały bednary, wewnętrzna waluta, w której wypłacano wynagrodzenie za prace na rzecz szkoły.
Część grona pedagogicznego to absolwenci i absolwentki szkoły. Społeczność absolwencka włącza się w działanie szkoły m.in. przez udział w demokracji szkolnej, wyjazdy pozaszkolne i działania społeczne.

## Patron
Od 2000 patronem szkoły, a jednocześnie zespołu szkół, jest Jam Saheb Digvijay Sinhji. Temat pojawił się w szkole w roku szkolnym 1998/1999 dzięki orientaliście Marii Krzysztofowi Byrskiemu, który na spotkaniu z młodzieżą opowiedział o Dobrym Maharadży. W czerwcu 1999 zorganizowano referendum ws. nadania szkole imienia Dobrego Maharadży. Uroczystość nadania szkole imienia zorganizowano 20 czerwca 2000.
Postawa patrona wpłynęła na przyjmowanie do szkoły szkół dzieci uchodźcze potrzebujące wsparcia w czasie edukacji w Polsce.

## Charakterystyka szkoły

### Demokracja
„Bednarska” jest szkołą, w której wprowadzono system demokratyczny z klasycznym trójpodziałem władzy: funkcję ustawodawczą pełni Sejm, sądowniczą Sąd Szkolny, wykonawczą zaś Rada Szkoły. W każdej z tych instytucji, obieranej co roku w wyborach powszechnych, zasiadali uczniowie i uczennice, nauczyciele i nauczycielki, rodzice oraz absolwentki i absolwenci, będący obywatelami i obywatelkami Rzeczypospolitej Szkolnej. W 1990 w szkole zorganizowano pierwsze demokratyczne wybory, a sejm uchwalił Konstytucję Rzeczypospolitej Szkolnej. Szkoła jest drugą w Europie, która przyjęła własną konstytucję.

W 2018 zmieniono ustrój szkoły na demokrację bezpośrednią, której organem jest Wiec Szkolny. Może wprowadzić decyzje nawet wbrew woli dyrekcji, dopóki respektują one konstytucję zespołu szkół. Nadal funkcjonuje Sąd Szkolny.

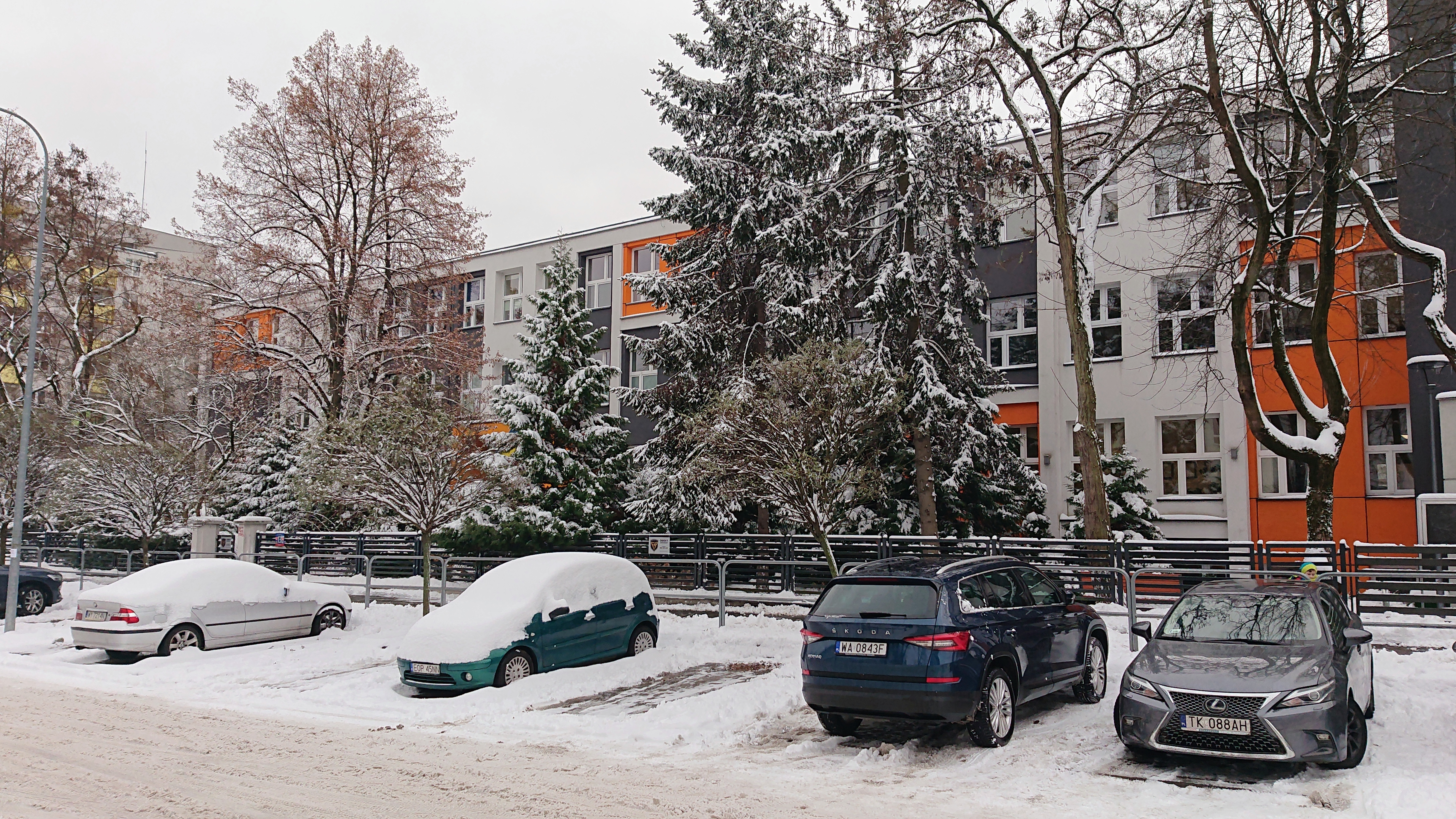
Budynek szkolny od strony ul. Zawiszy

### Wartości i ich realizacja
Za sprawą twórczyni szkoły, Krystyny Starczewskiej, w nawiązaniu do ideałów bliskich Januszowi Korczakowi, w szkole kładzie się duży nacisk na indywidualne podejście do ucznia i uczennicy oraz tolerancję, a także rozwój zainteresowań, nie osiąganie najwyższych wyników.
W prawie każdej klasie uczą się uczennice i uczniowie z zagranicy, najczęściej dzieci uchodźców i młodzież z doświadczeniem migracji. Od 2010 jest prowadzony Program Sprężyna wspierający je w procesie edukacji. Choć w szkole obowiązuje czesne, takim osobom zapewnia się bezpłatne miejsca. Przyjmowane są osoby z niepełnosprawnościami.

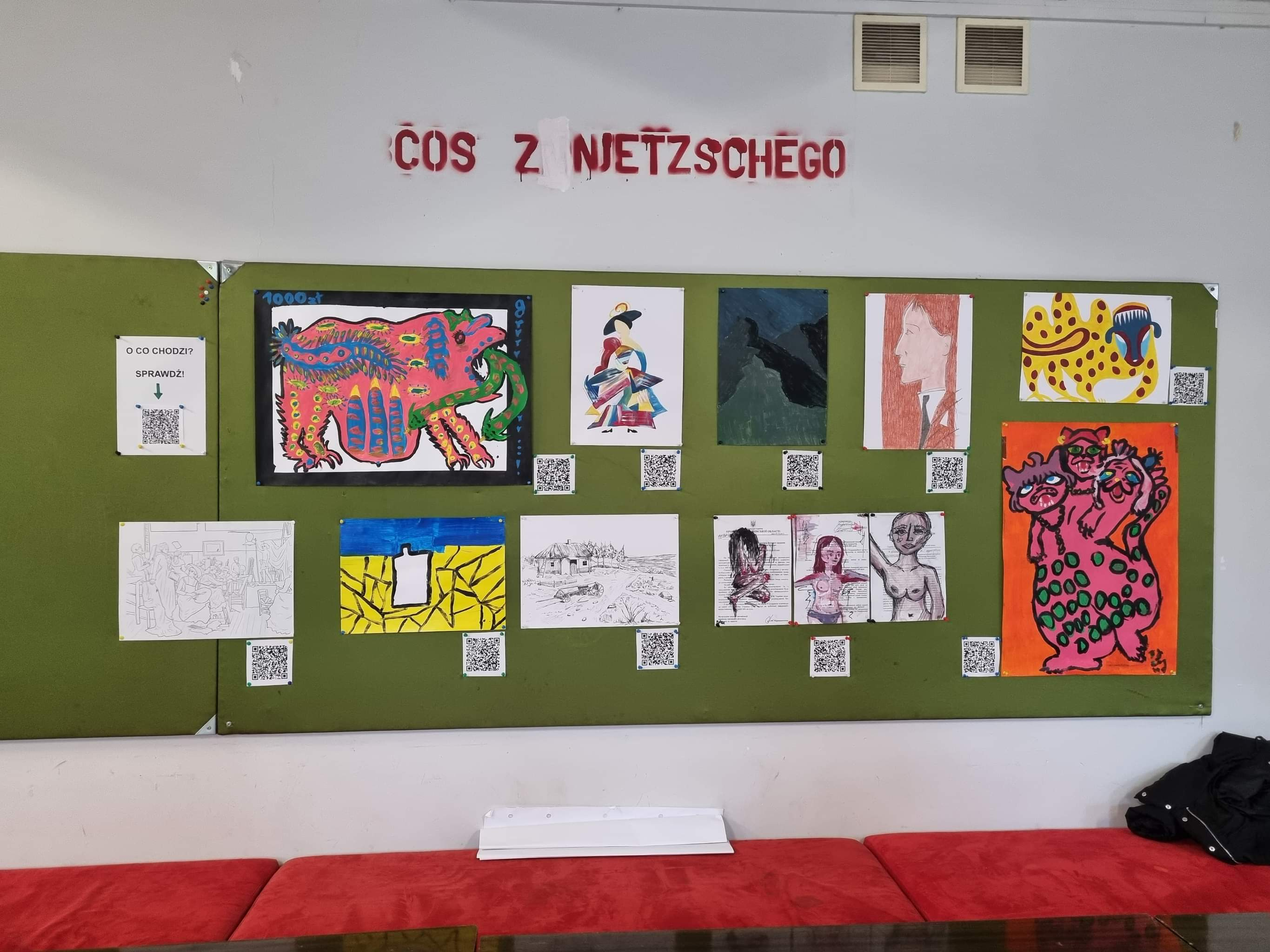
Wystawa prac plastycznych inspirowanych ukraińskimi malarkami lub prace odtwarzające ich dzieła (powyżej napis z nazwą jednej z klas)

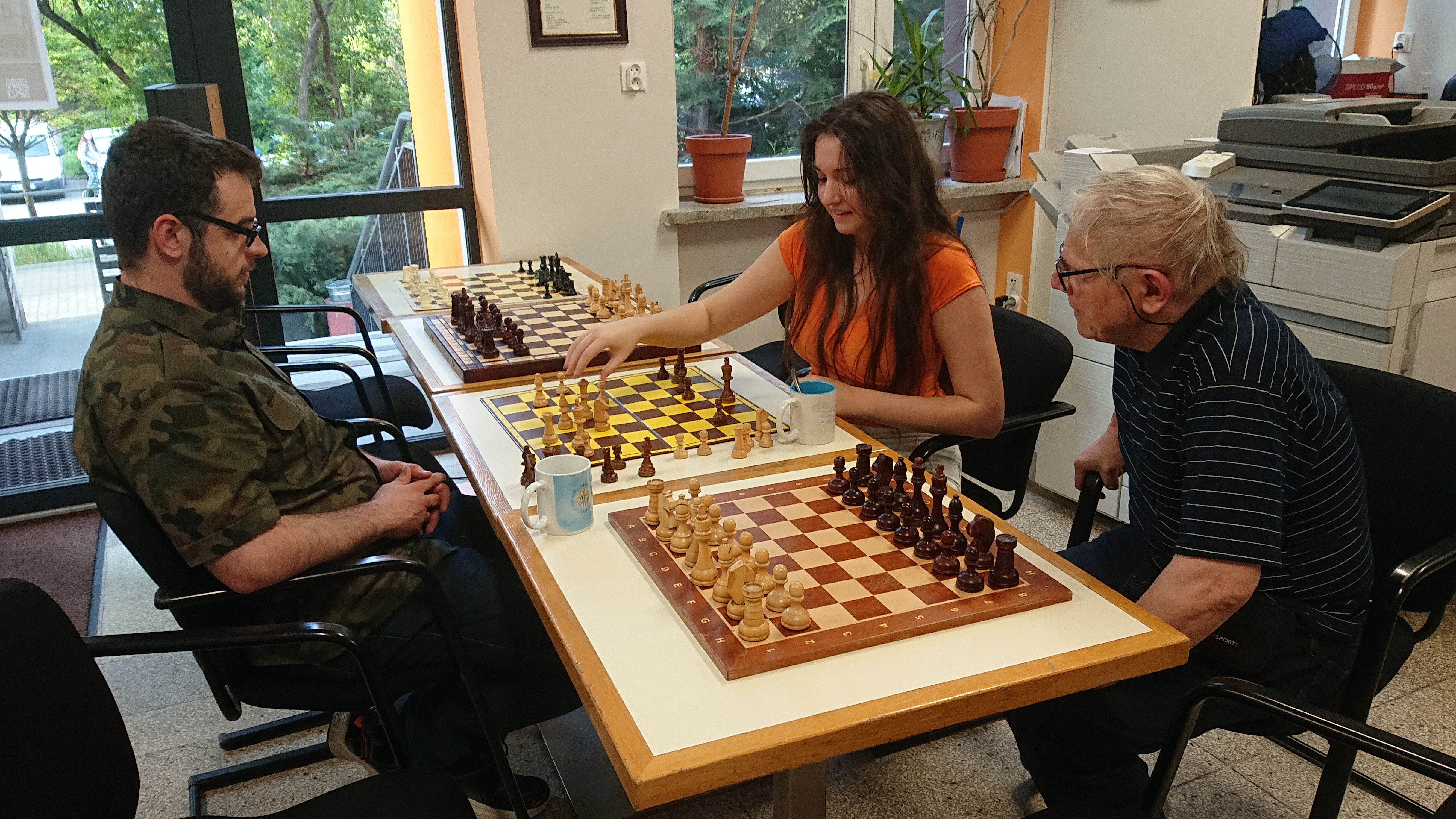
Stanowisko do rozgrywek szachowych

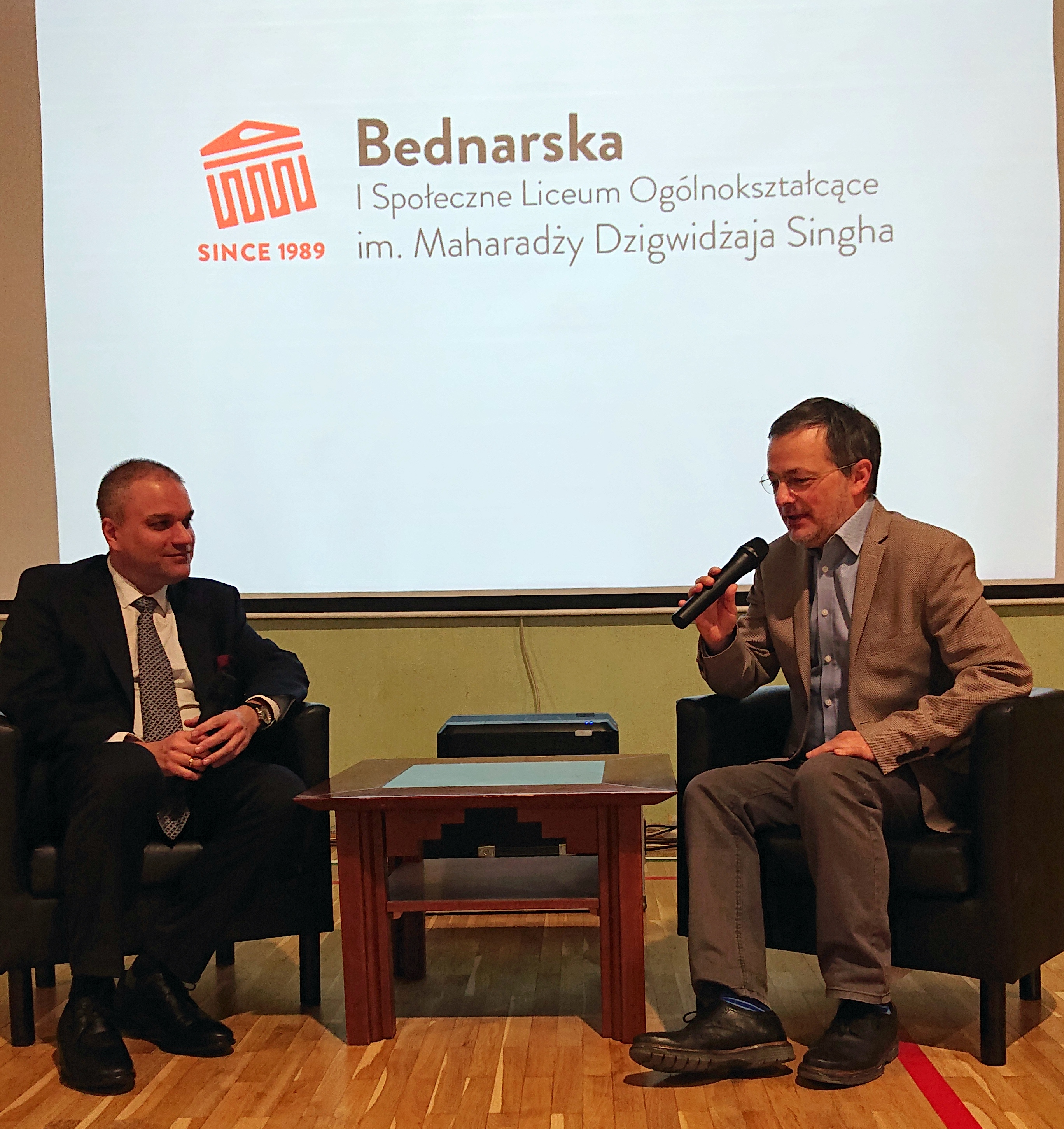
Adam Burakowski w rozmowie z Janem Wróblem na spotkaniu w I SLO „Bednarska” w Warszawie, 2022

W 2022 po ataku Rosji na Ukrainę szkoła wraz z placówkami zespołu zorganizowała pomoc dla obywateli i obywatelek Ukrainy. W semestrze letnim roku szkolnego 2021/2022 w budynku szkoły popołudniami funkcjonowała szkoła nr 66 z Mariupola.
Szkoła znana jest jako ośrodek promujący edukację wolnościową, co wynika z korczakowskiego modelu wychowania. Bierze udział m.in. w Tęczowym Piątku i projekcie Erasmus+ ALL INC!. Znajduje się w czołówce warszawskich i polskich szkół ujętych w rankingu szkół przyjaznych uczniom LGBTQ+ prowadzonym od 2018. Na studniowce 2019 maturzyści i maturzystki, zgodnie z tradycją szkoły, odtańczyli poloneza w dowolnych parach. Akcja została zorganizowana we współpracy z Ben & Jerry's, Miłość Nie Wyklucza i Paradą Równości jako Polonez Równości. Realizowane są projekty oparte na herstorii i Wikipedii.
W szkole funkcjonuje odrębny kolegialny organ sądowniczy ORPU (Osoby Rzecznicze Praw Uczniowskich) składający się z wybranych w ogólnoszkolnych wyborach osób ze stanu uczniowskiego i nauczycielskiego. Kadencja jest jednoroczna. Organ zajmuje się m.in. naruszaniem praw osoby uczniowskiej, granic cielesnych, poczucia bezpieczeństwa i komfortu, jak również dyskryminacji na różnym tle, przemocy słownej i fizycznej. W szkole zatrudniony jest zespół 3 osób z przygotowaniem psychologicznym.
Realizowane są oddolne inicjatywy. W szkole w latach 2016–2019 ukazywało się czasopismo „Udław się!”. Odbyły się Fakultety 2.0, czyli zajęcia odkrywające ukryte talenty osób uczących się w szkole i kadry nauczycielskiej. W latach 2020–2022 realizowany był Bednarski Podcast. Działa spółdzielnia rodziców.
Co roku w Święto Niepodległości organizowany jest Piknik Niepodległościowy.

### Zajęcia
Lekcje mają formę zajęć w szkole i zajęć pozaszkolnych. Odbywają się w oparciu o małe grupy, informacje zwrotne, pracę grupową i indywidualne plany zależne od rozszerzeń wybranych przez ucznia lub uczennicę. W ramach liceum czteroletniego prowadzone są moduły, czyli interdyscyplinarne zajęcia. Cyklicznie odbywają się wyjazdy do Puszczy Knyszyńskiej.
Każda osoba ucząca się w szkole obowiązkowo działa społecznie w ramach przedmiotu Inicjatywa społeczna. Jedną z inicjatyw jest Ekipa św. Mikołaja, coroczne świąteczne wsparcie dzieci z potrzebujących rodzin prowadzone we współpracy m.in. z Urzędem m.st. Warszawy dzielnicy Wola.
Możliwe jest rozszerzanie łaciny, Kultury 2.0 (zajęcia multimedialne, filmowe), historii sztuki i plastyki. Prowadzone są zajęcia z języków obcych na poziomie podstawowym oraz na poziomie rozszerzonym (niemiecki, hiszpański, francuski, włoski). Częścią programu języków obcych są wyjazdy międzynarodowe. Każda osoba uczy się języka angielskiego na poziomie rozszerzonym.
W szkole odbywają się zajęcia teatralne. Działają koła zainteresowań i zajęcia fakultatywne. Funkcjonuje Liga Debatancka. Placówka dysponuje ogrodem, salą gimnastyczną, ścianką wspinaczkową i siłownią.
W  szkole prowadzone są projekty międzynarodowe (np. Shalom Polin, Erasmus+, ESN). Liceum utrzymuje kontakty z ambasadą Indii w Polsce, ambasadą Polski w Indiach oraz rodziną Dobrego Maharadży i jego wychowankami. W szkole realizowane są projekty w ramach olimpiady Zwolnieni z Teorii.

### Nazewnictwo klas i roczników

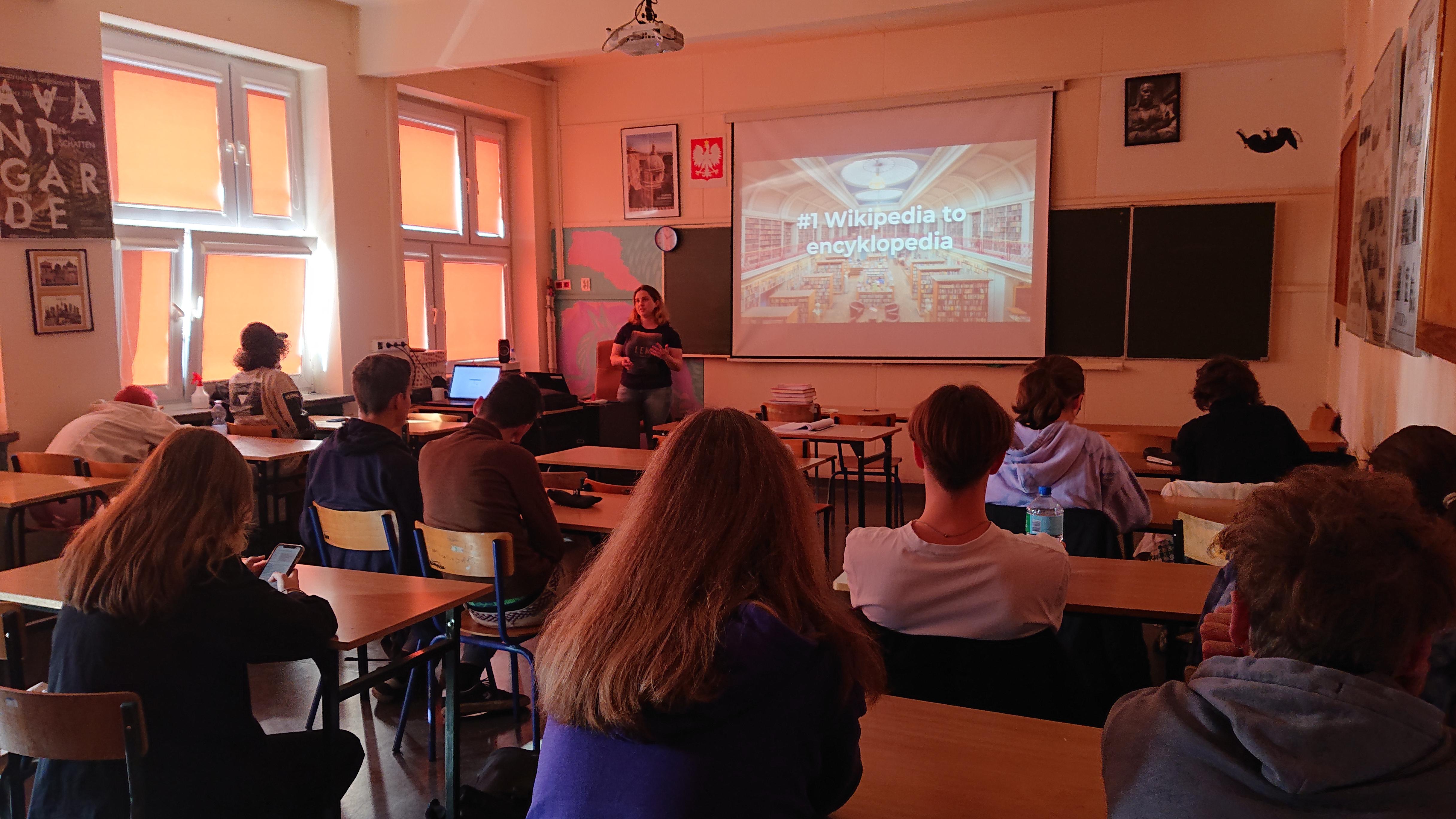
Klara Sielicka-Baryłka (Wikimedia Polska) przedstawia 5 filarów Wikipedii podczas projektu „(Nie)znana Wikipedia”, jesień 2022

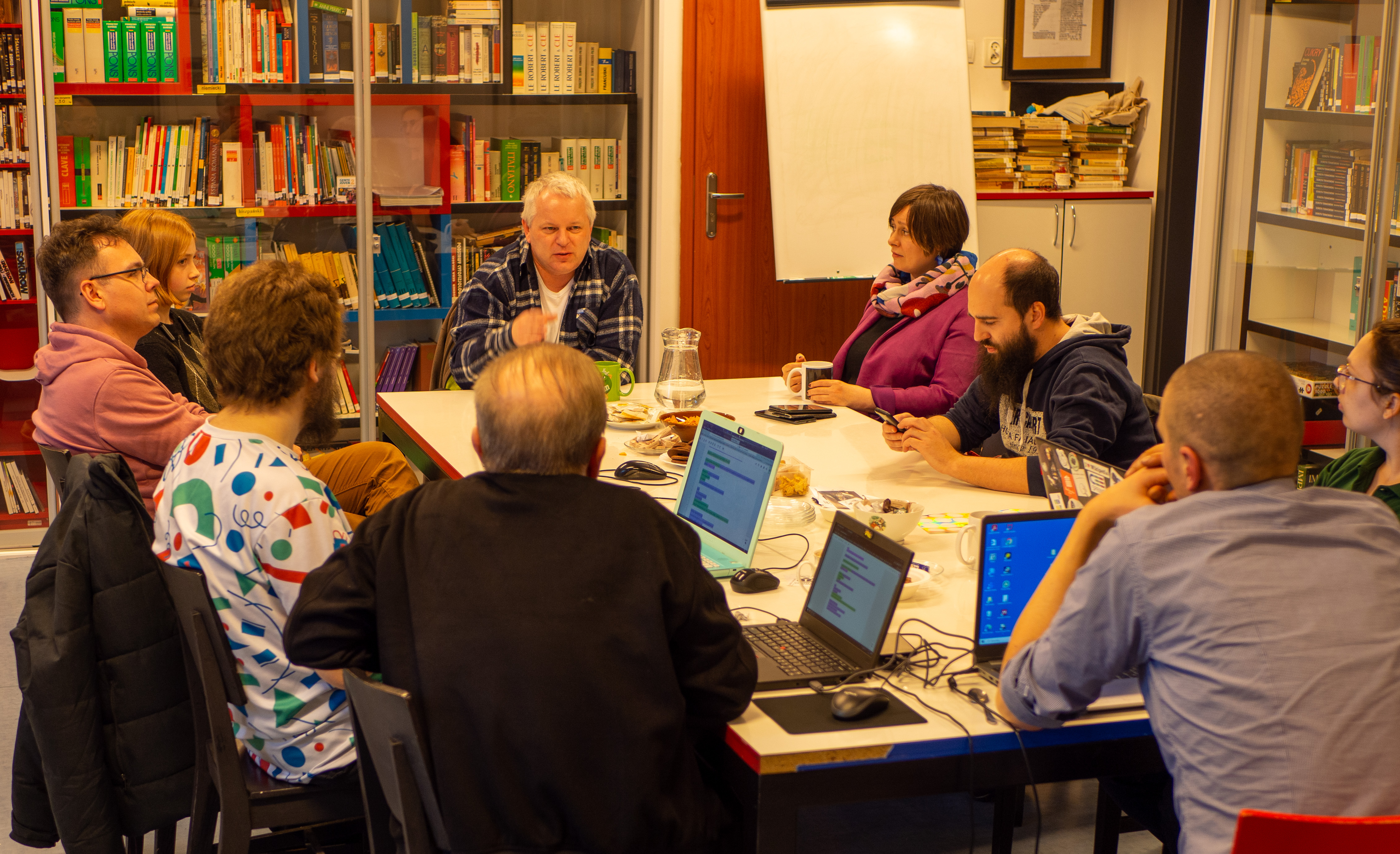
Warszawskie Otwarte Wikispotkanie w bibliotece szkolnej, wiosna 2023

Szkoła jest znana z nazewnictwa klas. Pierwsze klasy przyjęły nazwy od akademików, w których miały zajęcia: Adara, Cezar, Dendryt, Hilton (klasa miała zajęcia w budynku Feniks, ale pozostała przy początkowo wybranej nazwie pochodzącej od sąsiedniego akademika).

W pierwszym roku nauki każda klasa wybiera swoją nazwę, która często jest związana z bieżącymi wydarzeniami albo historią szkoły. Jedna z klas z przyjętych do szkoły w roku szkolnym 1998/1999 nazywała się Pierestroyka, jedna z klas z roku szkolnego 2003/2004 Lub czasopisma (inspirowana Aferą Rywina). Tak jak klasy, tak i roczniki mają swoje nazwy. Pierwotniaki to pierwszy rocznik, który ukończył szkołę. Nazwa rocznika Everything is the SEJM związana była ze zmianą systemu demokracji szkolnej z pośredniej na bezpośrednią. Rocznik, który rozpoczął naukę w roku szkolnym 2017/2018, został nazwany 500+ w nawiązaniu do wprowadzanego wtedy programu rządowego Rodzina 500 plus.

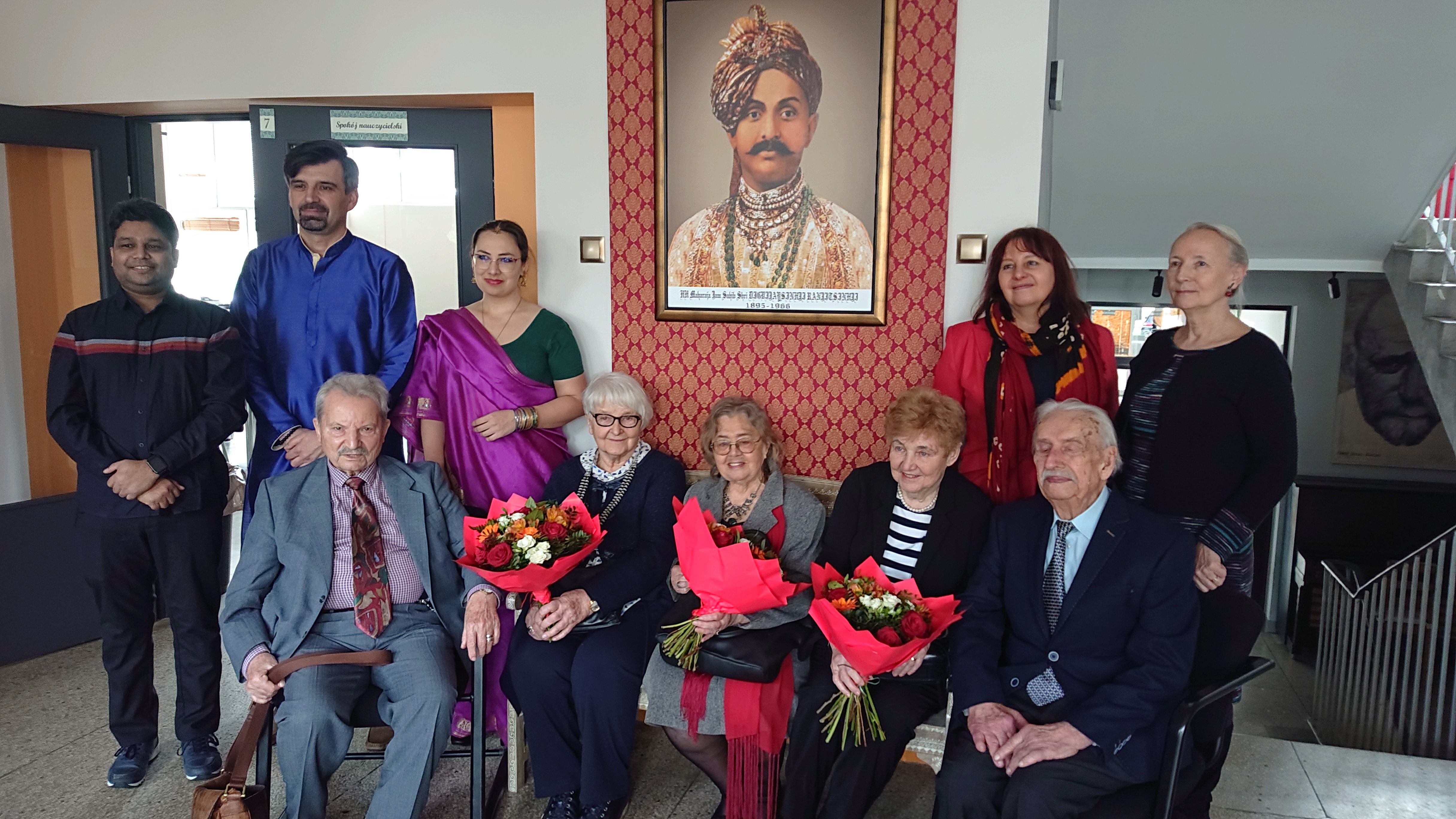
Po spotkaniu pod hasłem Bednarska indyjska: herstorie Dźamnagaru, 2023. Od lewej stoją: Pranav S. Nagar – przewodniczący Stowarzyszenia Gudźaratczyków w Polsce; Bartłomiej Pielak – wicedyrektor; Maria Weronika Kmoch; Agnieszka Michałowska – córka Wiesława i Marii Stypułów; Maria Kotowska – dyrektorka zarządu Towarzystwa Przyjaciół I SLO „Bednarska” w Warszawie. Od lewej siedzą: Maria Krzysztof Byrski; Barbara Byrska; Maryla Stypuła; Mirosława Gutowska – zaangażowana w Stowarzyszenie Dzieci Maharadży w Polsce, żona wychowanka Dobrego Maharadży śp. Romana Gutowskiego; Wiesław Stypuła – wychowanek Dobrego Maharadży.

## Kadra (wybór)
- Marta Ługowska
- Maria Weronika Kmoch
- Jan Wróbel[95]

## Absolwentki i absolwenci
- Maria Bikont – śpiewaczka, instrumentalistka, antropolożka kultury[96][97]
- Paula Bruszewska – współzałożycielka i prezeska fundacji Zwolnieni z Teorii[98]
- Marcin Bruszewski – współzałożyciel i wiceprezes fundacji Zwolnieni z Teorii[99]
- Adam Burakowski[100][101]
- Anna Czartoryska-Niemczycka[102]
- Helena Anna Jędrzejczak – socjolożka i historyczka idei[103][104]
- Jan Kapela
- Małgorzata Nowosad – prezeska Fundacji Kobiety w Chirurgii[105][106]